# ویتر (آرکانزاس)
ویتر (به انگلیسی: Witter) یک منطقهٔ مسکونی در ایالات متحده آمریکا است که در شهرستان مدیسون، آرکانزاس واقع شده‌است. ویتر ۴۳۷٫۰۹ متر بالاتر از سطح دریا واقع شده‌است.